# Euophrys poloi
Euophrys poloi är en spindelart som beskrevs av Zabka 1985. Euophrys poloi ingår i släktet Euophrys och familjen hoppspindlar. Inga underarter finns listade i Catalogue of Life.